# Monreal (Hiszpania)
Monreal (baskijski: Elo) – gmina w Hiszpanii, w Nawarze, o powierzchni 22,61 km². W 2011 roku gmina liczyła 482 mieszkańców.